# Callenberg
Callenberg település Németországban, azon belül Szászország tartományban. Lakosainak száma 4814 fő (2023. december 31.).

## Népesség
A település népességének változása:
| Lakosok száma | 4950 | 4934 | 4898 | 4879 | 4814 |
|               | 2017 | 2019 | 2021 | 2022 | 2023 |